# Дікалб-Джанкшен (Нью-Йорк)
Дікалб-Джанкшен (англ. DeKalb Junction) — переписна місцевість (CDP) в США, в окрузі Сент-Лоуренс штату Нью-Йорк. Населення — 485 осіб (2020).

## Географія
Дікалб-Джанкшен розташований за координатами 44°30′42″ пн. ш. 75°17′41″ зх. д. / 44.51167° пн. ш. 75.29472° зх. д. (44.511735, -75.294703).  За даними Бюро перепису населення США в 2010 році переписна місцевість мала площу 10,22 км², з яких 10,06 км² — суходіл та 0,16 км² — водойми.

## Демографія
Згідно з переписом 2010 року, у переписній місцевості мешкало 519 осіб у 191 домогосподарстві у складі 128 родин. Густота населення становила 51 особа/км².  Було 199 помешкань (19/км²).
Расовий склад населення:
| - 98,8 % — білих |

До двох чи більше рас належало 1,2 %. Частка іспаномовних становила 1,3 % від усіх жителів.
За віковим діапазоном населення розподілялося таким чином: 27,4 % — особи молодші 18 років, 58,0 % — особи у віці 18—64 років, 14,6 % — особи у віці 65 років та старші. Медіана віку мешканця становила 37,6 року. На 100 осіб жіночої статі у переписній місцевості припадало 107,6 чоловіків;  на 100 жінок у віці від 18 років та старших — 99,5 чоловіків також старших 18 років.
Середній дохід на одне домашнє господарство  становив 80 081 долар США (медіана — 70 500), а середній дохід на одну сім'ю — 77 075 доларів (медіана — 70 250). За межею бідності перебувало 6,4 % осіб, у тому числі 3,7 % дітей у віці до 18 років та 0,0 % осіб у віці 65 років та старших.
Цивільне працевлаштоване населення становило 266 осіб. Основні галузі зайнятості: освіта, охорона здоров'я та соціальна допомога — 33,8 %, публічна адміністрація — 22,9 %, будівництво — 12,8 %, роздрібна торгівля — 10,5 %.